# Midzeelhoeve

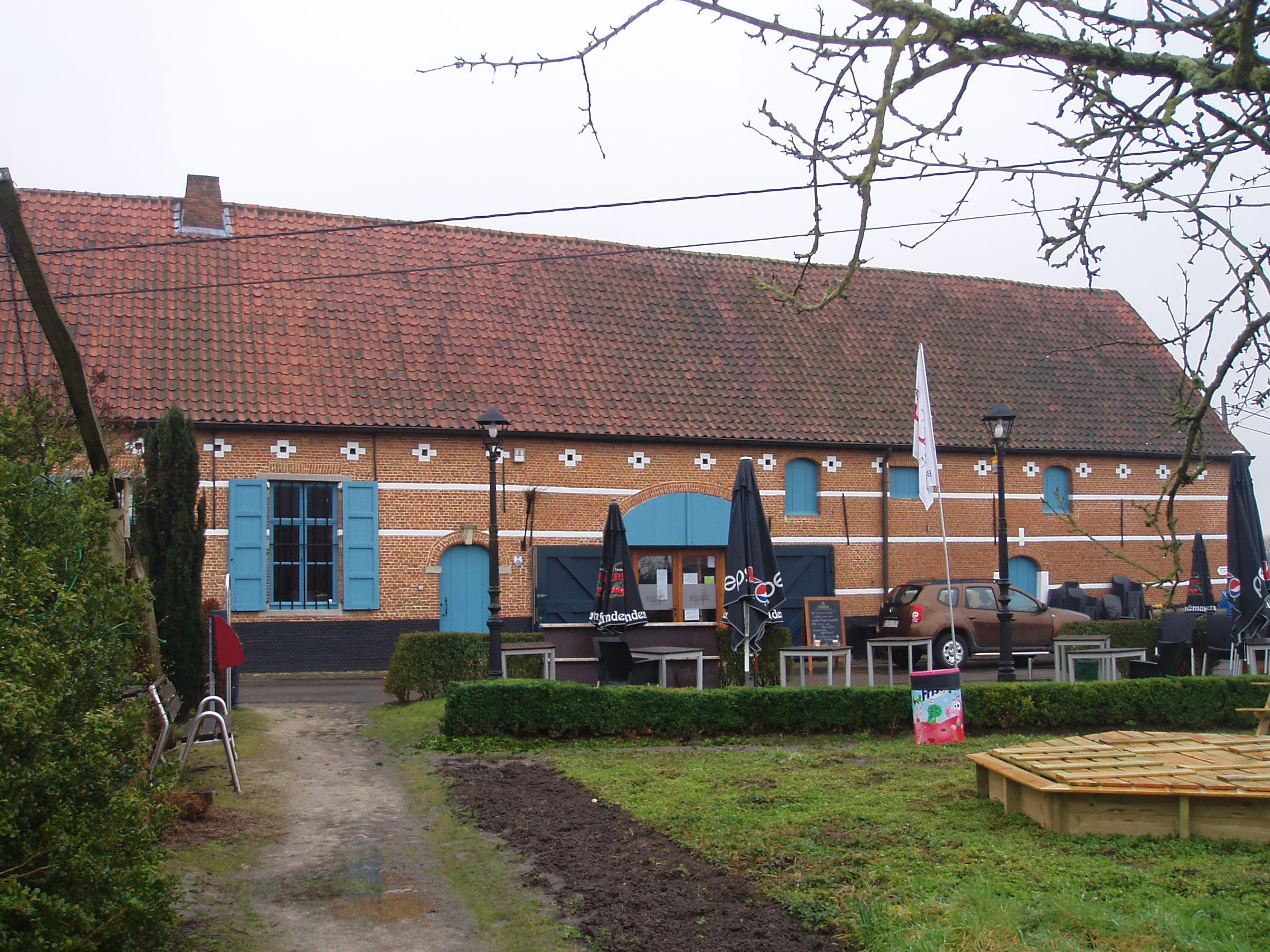
Midzeelhoeve I

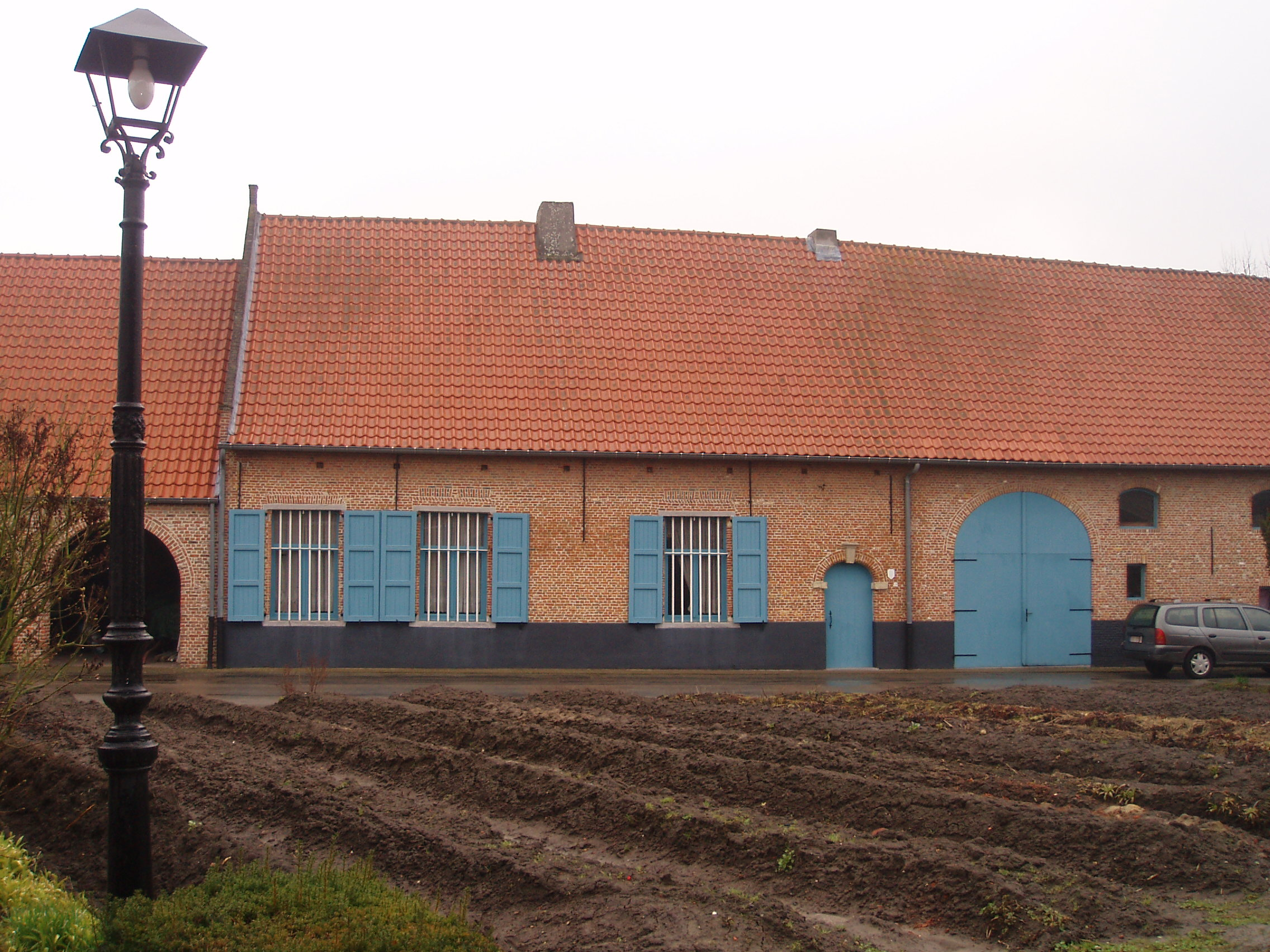
Midzeelhoeve II

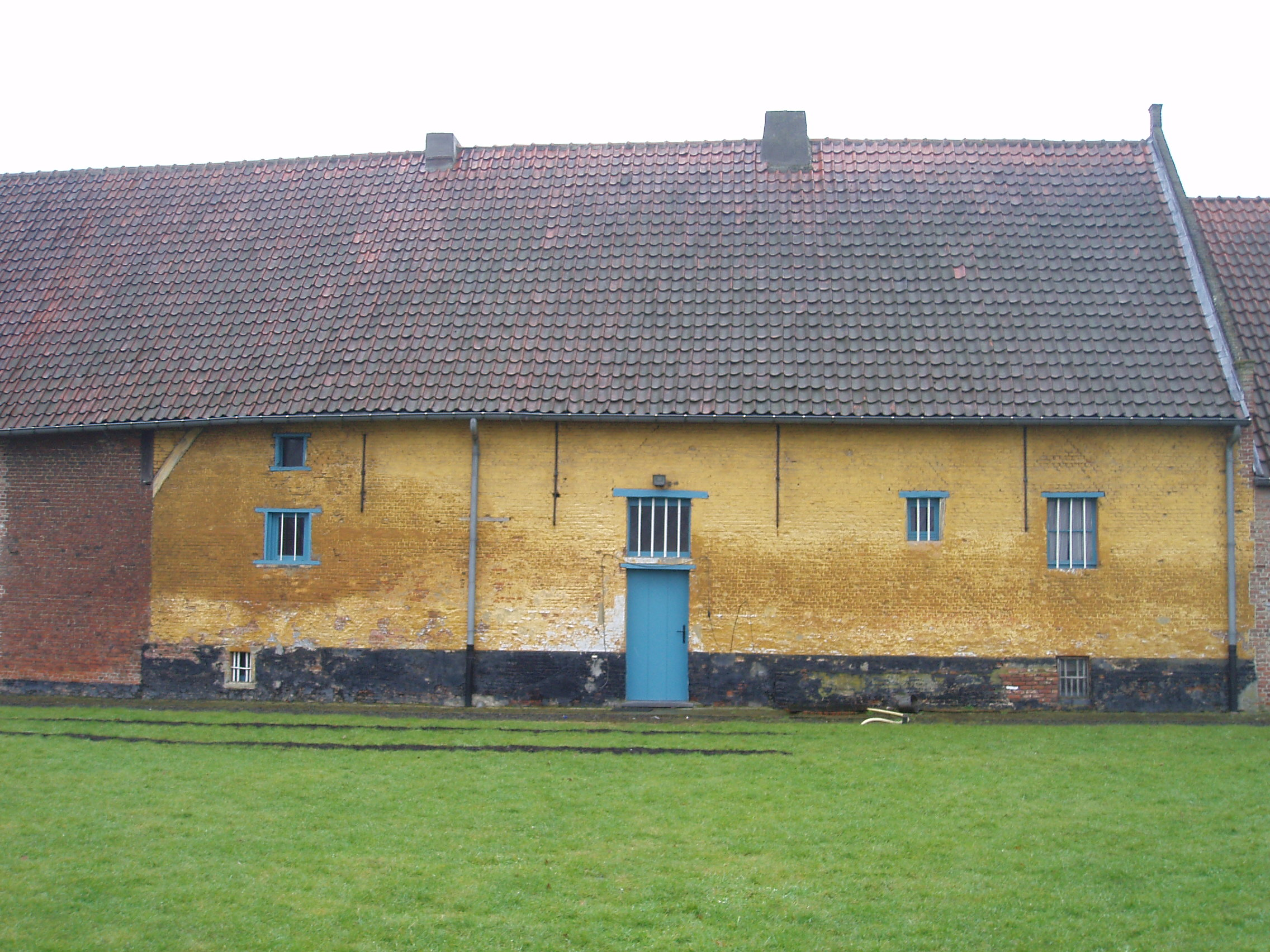
Achterzijde van Midzeelhoeve II

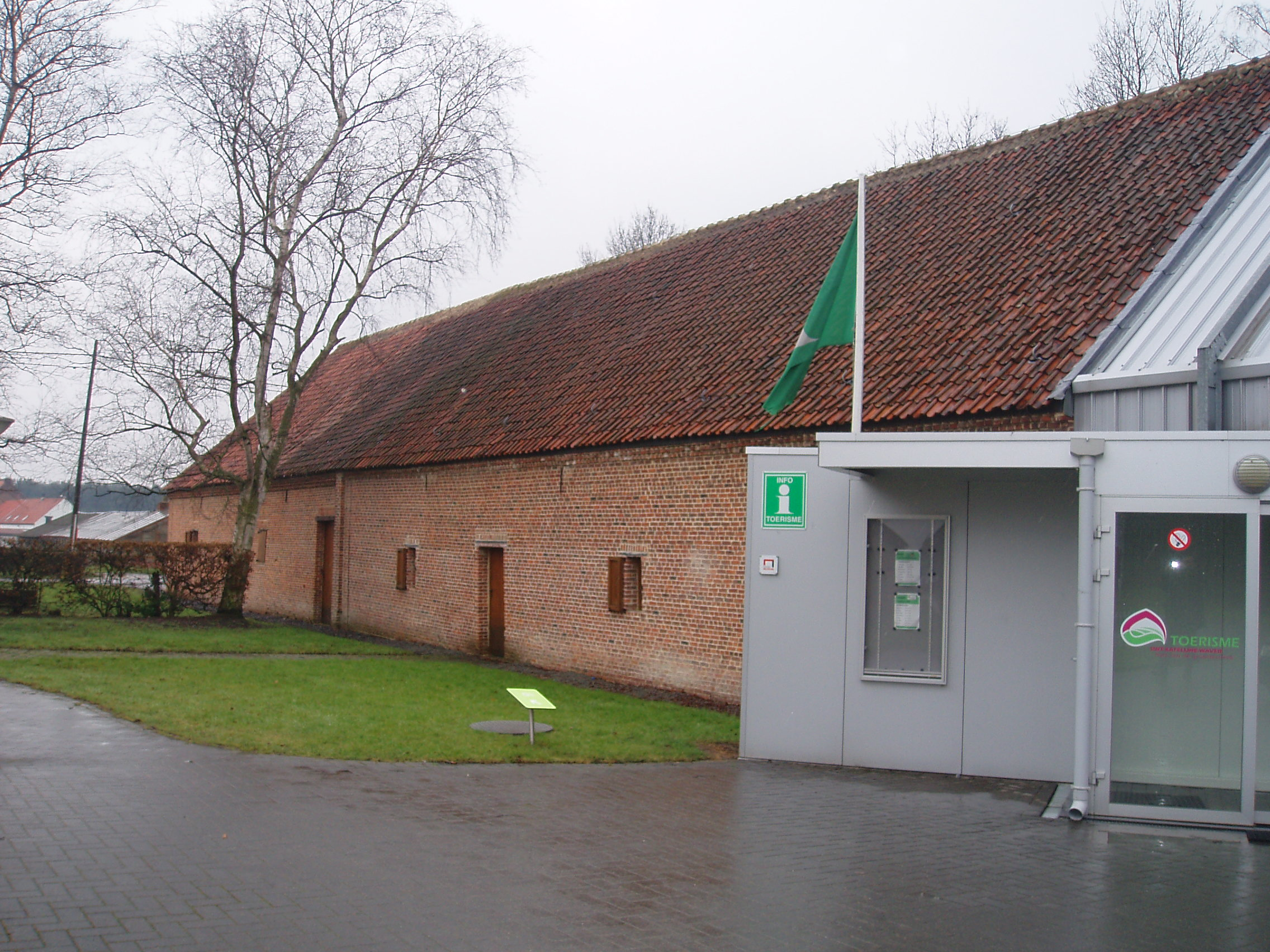
Schuur met toeristische dienst

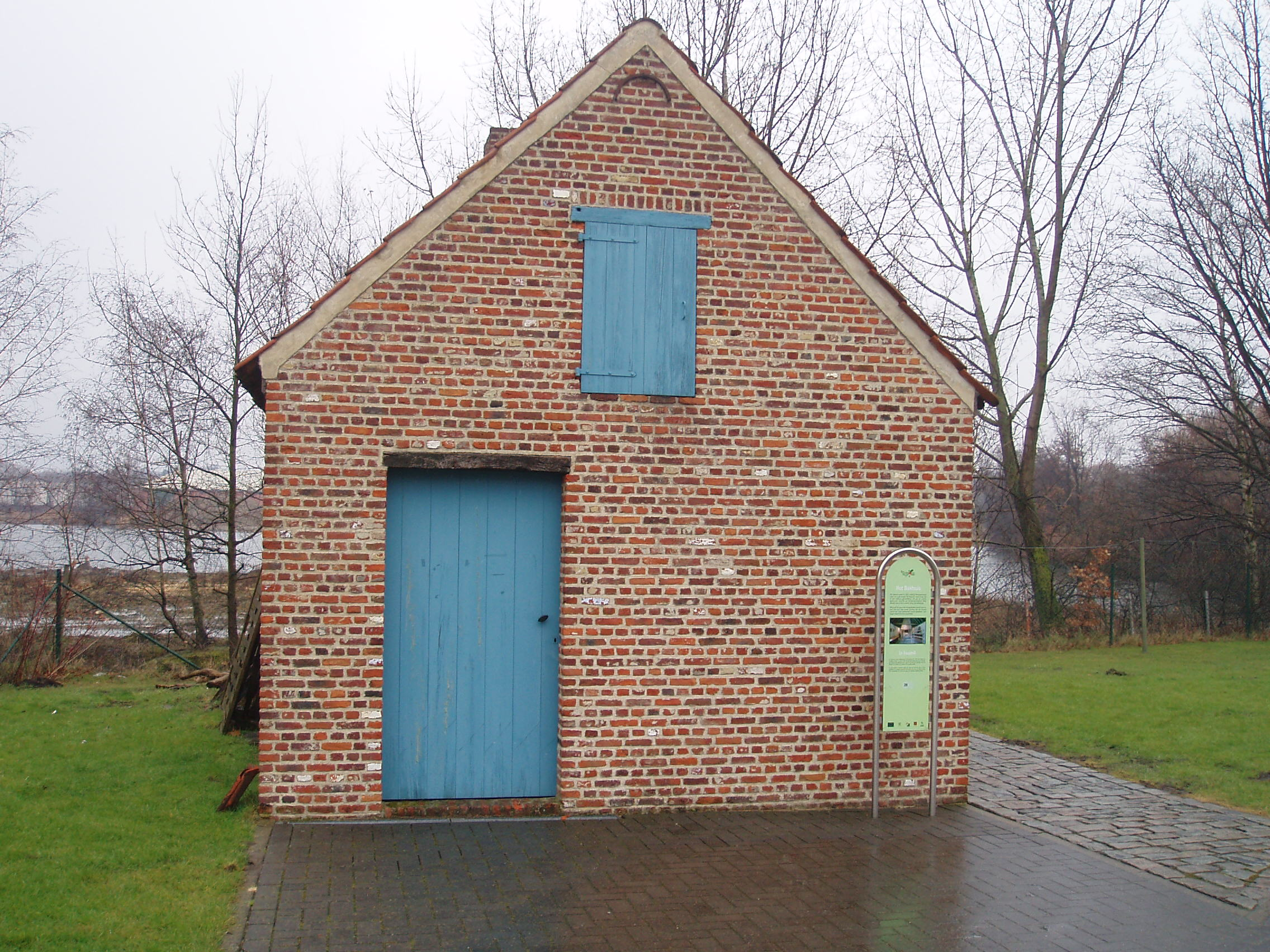
Bakhuis van de Midzeelhoeve

De Midzeelhoeven zijn twee oude hoeven in Sint-Katelijne-Waver, meer bepaald in het gehucht Elzestraat. Ze liggen tegenover elkaar in de straat Midzelen. Ze maken ondertussen deel uit van de gehele museumsite van 't Grom, het groentemuseum.

## Naam
De naam Midzele zou komen van “Mid” en “Zele” (ook Zeel, Sele, Sali). Mid verwijst naar het midden van een plaats. Zele zou een huis met een dak zijn of een plaats waar men samenkwam. In bredere zin zou de term betekenen: een centrale plaats in een nederzetting. Deze naam, samen met een min of meer driehoekig plein tussen de hoeven, zou kunnen wijzen op een oorsprong uit de Frankische tijd, hoewel daarvoor geen verdere bronnen zijn. De naam Midzele gaat wel met zekerheid terug tot de middeleeuwen en verschijnt voor het eerst in een bron in 1310. Hendrik Berthout schenkt dan een stuk grond van vier bunder, gelegen te Midzele, aan Walter Bau.

## Geschiedenis
In de 14de eeuw was Midzele eigendom van het Huis Horne. In 1387 verkocht Willem van Horne, heer van Duffel, de “Midseel” aan Yden Bards, abdis van de abdij van Roosendael te Sint-Katelijne-Waver. Het ging toen om een stuk grond van 29 bunder. In 1407 en 1420 verwierf de abdij nog meer grond in die buurt. Alle grond was toen nog onontgonnen; er was nog geen sprake van landbouw.
De eerste vermelding van hoeven in die omgeving dateert van de 17e eeuw. In 1618 bezat de abdij van Roosendael twaalf kleine, niet nader gespecifieerde hoeven. Mogelijk was er toen reeds een Midzeelhoeve. In een document uit 1671 wordt voor het eerst met zekerheid een pachtersgezin van de Midzeelhoeve vermeld: Anthoon van Reymenant en zijn vrouw Cathelijn Cemmers. Eind 1685 wordt een andere pachter vermeld: Peter van Craen.
In 1701 werd een nieuwe Midzeelhoeve gebouwd: de huidige Midzeelhoeve I. Ze was nog steeds eigendom van de abdij en werd in documenten steeds d’ander hellight (“de andere helft”) genoemd, wat erop wijst dat de andere hoeve toen ook reeds bestond en eigenlijk ouder is. In 1712 werd de andere hoeve vervangen door een nieuwe: de huidige Midzeelhoeve II. De hele 18e eeuw bewonen afstammelingen van Anthoon van Reymenant en Peter van Craen de hoeven. Tijdens de Franse Revolutie in 1895 werden beide hoeven verkocht als zwart goed (land dat onteigend was van religieuzen). De hoeven werden toen voor het eerst eigendom van niet-religieuzen, maar bleven wel verder verpacht. Ze hoorden toen bij het gehucht Elzestraat.
In 1972 kocht de gemeente Midzeelhoeve I en in 1976 Midzeelhoeve II. Sindsdien zijn beide hoeven eigendom van de gemeente Sint-Katelijne-Waver in functie van het culturele leven en de heemkunde. Ter ondersteuning hiervan werd in 1973 ook de vzw Erf en Heem opgericht.

## Beschrijving
Beide hoeven zijn van het type Brabantse langgevelboerderij of woonstalhuis: woning en stal bevinden zich in één gebouw.

### Midzeelhoeve I
Midzeelhoeve I heeft op de linkerzijmuur muurankers met het jaartal 1701. De linkervoorzijde van de hoeve heeft drie ramen: dit was het woongedeelte. De versieringen rond de ramen waren vroeger blauw geschilderd tegen de vliegen. Rechts bevindt zich de poort van de vroegere stal. Het gebouw heeft negen traveeën en één bouwlaag. Het geheel bevindt zich onder een zadeldak. Onder de dakgoot zijn op vaste afstanden steigergaten gemaakt: vroeger was het dak van stro en dit moest regelmatig vervangen worden. Om het stro te vervangen werd een bouwsteiger aangebracht, die vastgemaakt werd in de steigergaten. In de 19e eeuw werd het stro vervangen door pannen. Het witte siermotief rond de steigergaten was oorspronkelijk in kalk om natuursteen te imiteren. Boven de deur, stalpoort en ramen werden bakstenen rondbogen aangebracht om het gewicht van de muur en het dak naar onder af te leiden. Boven de poort, onder de rondboog, is een latei aangebracht: een horizontale balk om het gewicht van de bintbalken te dragen. Tussen de latei en de rondboog is nu hout. Vroeger was die ruimte gevuld met stenen. Rechts aan de voorzijde zijn verder drie schelftluiken zichtbaar: deze dienden om stro en hooi binnen te steken op de hooizolder of schelft. De vensters, luiken, deuren en poorten werden geschilderd in Pruisisch blauw (restanten van die kleur werden teruggevonden op de andere hoeve).
De linkerachterzijde van de hoeve is dieper. Dit was oorspronkelijk niet zo; pas later werd een stal voor varkens en kalveren aangebouwd.
Aan de linkerzijgevel, ter hoogt van de muurankers, bevindt zich een “kaaskot”. Dit is een gereconstrueerd hok dat diende om kaas te laten rijpen. Het bevindt zich aan de koele zijde van de hoeve en heeft openingen tussen de planken, zodat de wind de rijping kan bevorderen.
In 1977 startte een grondige restauratie van de hoeve en in 1981 werd deze beëindigd.
In 1982 werd het beheer van de hoeve overgedragen aan de vzw Erf en Heem. In 2006 werd de hoeve terug gerestaureerd en werd er een bistro in gevestigd.

### Midzeelhoeve II
Midzeelhoeve II heeft in de zijgevel muurankers met het jaartal 1712. Dit gebouw heeft zeven traveeën en één bouwlaag onder een zadeldak. Links is nog een wagenhuis aangebouwd met rondboogdoorgangen. Verder heeft de hoeve analoge kenmerken als Midzeelhoeve I. Midzeelhoeve II was bewoond van 1712 tot 2016. In januari 2017 verhuisde de laatste bewoner. 't Grom nam het gebouw over om er mettertijd de verzameling tuinbouwerfgoed in onder te brengen. Het gebouw is anno 2021 geel geschilderd en er worden o.a. tentoonstellingen en workshops in georganiseerd door de Vrienden van 't Grom.

### Andere gebouwen
Twee andere gebouwen op de site zijn nog historisch.
- De bakoven: deze is nog origineel, maar staat niet meer op de oorspronkelijke plaats. Bij restauratie werd de oven verplaatst. Hij kan nog wel gebruikt worden om te bakken.
- De schuren. Achter Midzeelhoeve II ligt een gebouw met twee schuren. Een deel daarvan is nog in originele staat (zie foto), maar een ander deel is een moderne aanbouw. In dit hedendaagse deel is ’t Grom gevestigd: het groentemuseum. Dit opende haar deuren in 2006.

## Bescherming
Midzeelhoeve I werd in 1975 beschermd als monument en als landschap. Midzeelhoeve II werd eveneens in 1975 beschermd als landschap. Het geheel van de site omvat de 2 historische hoeven, schuren, serres, bakhuis, bijenhal en gronden.